# Гілаліт
Гілаліт — силікатний мінерал міді хімічного складу Cu5Si6O17·7(H2O).
Зустрічається як ретроградна метаморфічна фаза в вапняно-силікатних та сульфідно-скарнових родовищах. Він проявляється у вигляді заповнення тріщин і інкрустацій, пов'язаних з кристалами діопсиду. Зустрічається зазвичай у формі сферул з радіальними волокнами.

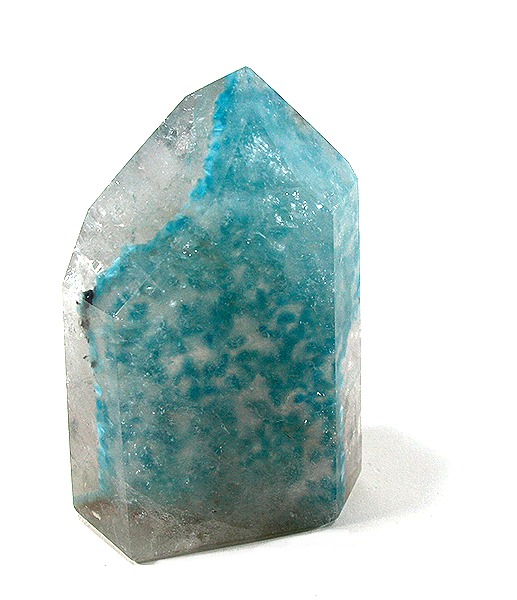
Включення гілаліту в кристалі кварцу з Жуазейру-ду-Норті, штат Сеара, Бразилія (розмір: 7,1 x 4,7 x 2,7 см)

Вперше гілаліт був описаний у 1980 році разом із мінералом апачітом у копальні «Крістмас» з мідно-порфірового родовища в окрузі Гіла, штат Аризона. Свою назву він отримав від цієї місцевості. Про його знахідки також повідомляється з району Гудспрингс, округ Кларк, штат Невада; Жуазейру-ду-Норті, штат Сеара, Бразилія та шлакова зона в районі Лавріон, Аттика, Греція.